# 大老鼠耳
大老鼠耳（学名：Berchemia hirtella var. glabrescens）为鼠李科勾儿茶属下的一个变种。

## 扩展阅读
- 維基物種上的相關：大老鼠耳